# CYRILmp4
Cyril Soudant, connu sous le pseudonyme CYRILmp4 (prononcé en français : [siʁil ɛmpekætʁ] ), anciennement SUP3R KONAR ou CYR!L, est un vidéaste web sur la plateforme YouTube né le 25 mars 1994 à Saint-Pol-sur-Ternoise (France).
Sur ses deux chaînes YouTube, dont la plus connue CYRILmp4, il diffuse des vidéos de jeu vidéo, des vlogs, des essais cinématographiques ainsi que des reportages sur ses expéditions à travers le monde. Considéré comme « l’un des pionniers du paysage de la création de contenu », CYRILmp4 génère plus d’un milliard de vues entre juillet 2010 et décembre 2024, avec 1 062 vidéos, publiées sur son compte principal YouTube jusqu'à ce jour ; il est un des vidéastes « les plus suivis » et « influents » de la plateforme,, avec plus de 5 millions d’abonnés,.

## Biographie

### Jeunesse
Cyril Soudant naît le 25 mars 1994 à Saint-Pol-sur-Ternoise, dans le Nord-Pas-de-Calais,. Durant sa jeunesse, il jongle entre sa scolarité et ses passe-temps : le jeu vidéo et le football,. Il a peu d'argent et vit dans une ville sans magasin dédié au jeu vidéo.
Durant les années 1990, il découvre la série de jeux vidéo Grand Theft Auto avec la démo du premier opus. Mais c'est Grand Theft Auto III qui l'impressionne le plus. Cyril Soudant explique sa réaction lorsqu'il essaye ce jeu pour la première fois :

« Je lance le jeu, et je comprends. Je comprends que la ville est à moi. Quand t’es un petit garçon qui n’a jamais voyagé et n’a jamais quitté sa petite ville, et que tu te retrouves au milieu de Liberty City, c’est une claque. »

— Cyril Soudant
À travers sa passion pour Grand Theft Auto, le jeune Saint-Polois développe alors un intérêt pour la réalisation — par opposition à la programmation — de jeux vidéo. Plus tard, il s'enregistre avec une vieille caméra et monte ses propres vidéos sur un vieil ordinateur portable. Malgré la réputation parfois négative des jeux vidéo auprès de ses camarades, il continue de produire des vidéos, tout en fréquentant le collège, jusqu’à ce que YouTube devienne une part importante de sa vie,.

### Carrière

#### Débuts sur YouTube
Le 11 juillet 2010, Cyril Soudant lance sa première chaine YouTube sous le pseudonyme « SUP3RKONARfr », et y poste des vidéos centrées sur la série de jeux vidéo Call of Duty, appelées à l'époque « frag movies »,,. L'inspiration de sa chaine provient directement d'autres utilisateurs de la plateforme,, dont ConcitoUK, avec sa série de vidéos « SUPER NOOBS » sur Call of Duty 4: Modern Warfare. Au fil du temps, notamment en 2011, Cyril développe la qualité de ses vidéos avec du montage vidéo,. Le 25 décembre 2011, il fonde la team « We Are Super »,, il débute les vidéos commentées, comme des tutoriels, et il commence à montrer son visage. Début novembre 2012, Cyril participe à la troisième édition de la Paris Games Week au parc des expositions de la porte de Versailles avec sa team.

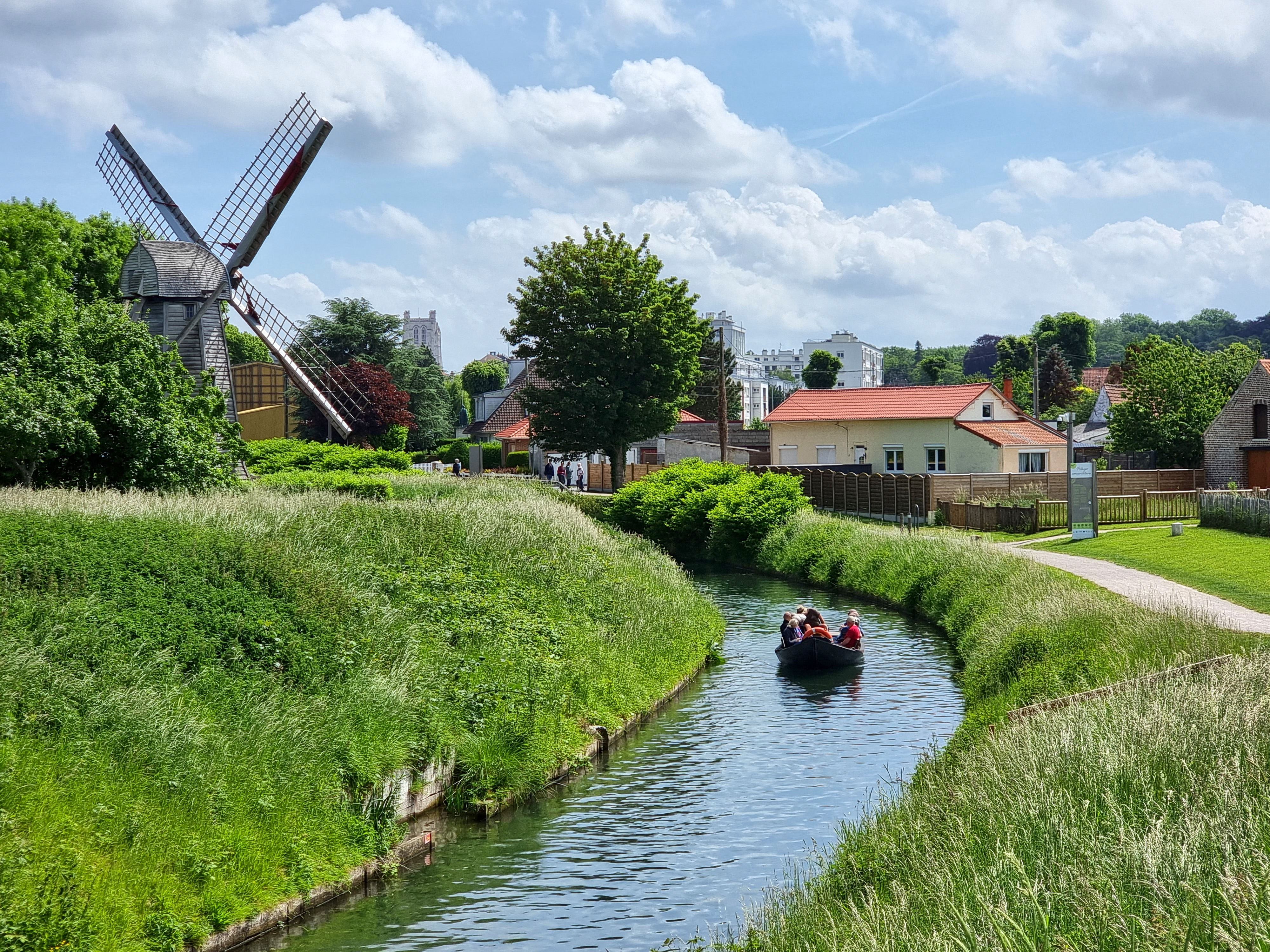
Saint-Omer, la ville où Cyril Soudant a produit ses premières vidéos « Délire Ultime ».

Le 15 septembre 2013 et le 11 octobre 2013, Cyril annonce la fin de ses vidéos sur Call of Duty. Pendant ce temps, il déménage à Saint-Omer sans y connaitre personne,. La sortie du jeu vidéo Grand Theft Auto V à cette période marque un tournant dans la carrière du vidéaste émergeant en propulsant sa notoriété, ses vidéos le font passer de quelques milliers d'abonnés à des millions,. Par une volonté de ne plus produire des vidéos sérieuses, mais amusantes, il commence les Délires Ultimes avec le Crew Baguette, composé principalement de Taiqo, DrBenco et Thoz,. Il est considéré comme faisant partie de la « nouvelle génération des YouTubers gaming à succès ».
Avec le temps, son contenu évolue : il y inclut des vidéos de gaming, des vlogs, des crash tests ainsi que des reportages sur des expéditions qu'il réalise dans des lieux insolites du monde entier. Par la cause de son pseudonyme utilisant le terme « connard », Cyril Soudant a compris qu'il était temps de changer ce dernier afin de coller à une identité plus cohérente avec lui-même. Il passe à CYR!L, puis à CYRILmp4,,, et il collabore avec des créateurs tels que Tibo InShape, Amixem ou Mike Horn.

#### Carrière sur YouTube

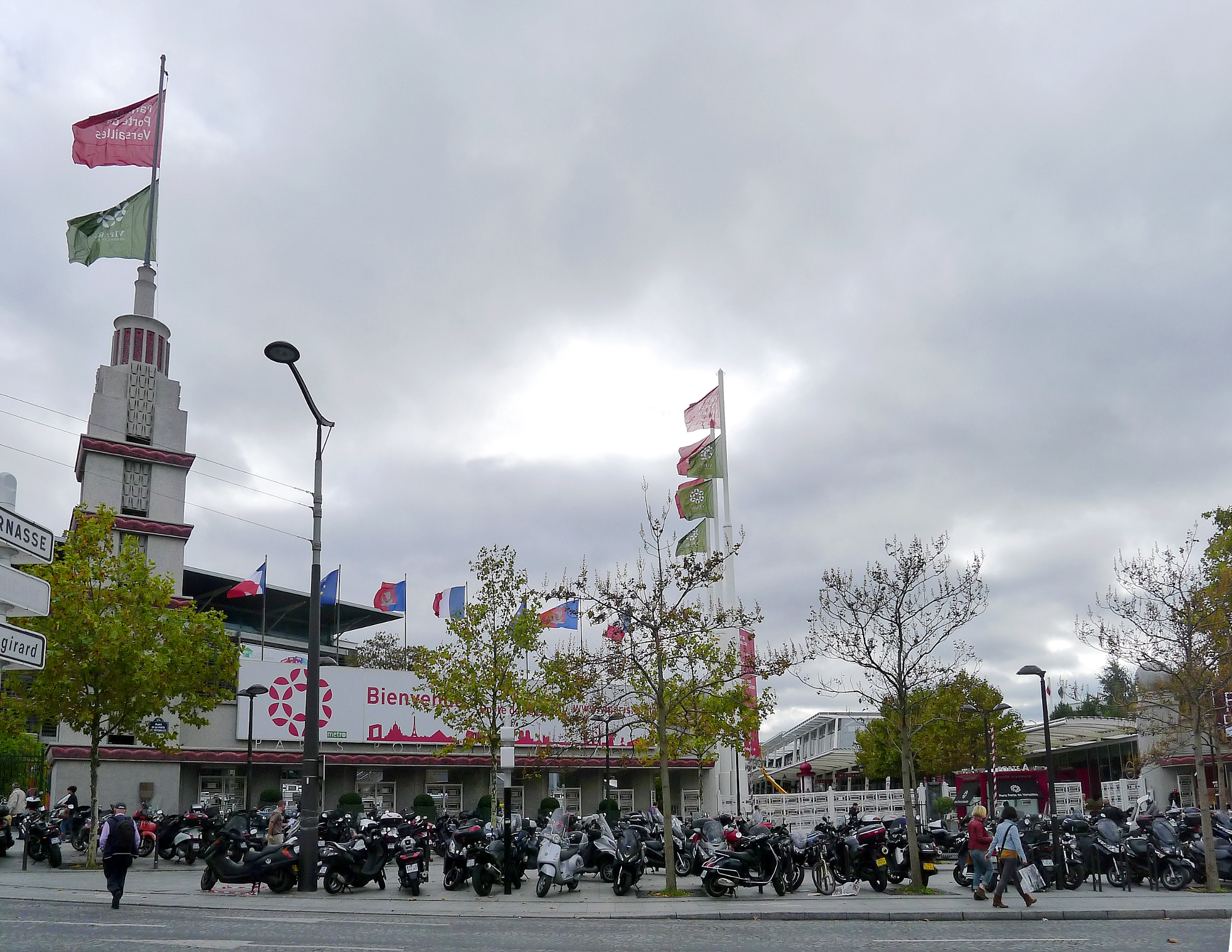
Parc des expositions de la porte de Versailles, l'emplacement du Paris Games Week et du Video City Paris.

En 2014, Cyril Soudant déménage à Lille. Plus tard, en 2015, Cyril, accompagné d'Amixem, se rend à la sixième édition de la Paris Games Week,. Durant cette même année, il diminue la quantité de vidéos sur Grand Theft Auto et se concentre sur d'autres jeux.
En février 2017, Cyril et Amixem participent à la vingtième édition du Raid 4L Trophy, une course entre la France et le Maroc en Renault 4, afin de soutenir l'association Enfants du désert tout en enregistrant un vlog,. Les vidéos sur le sujet sont publiées sur les deux chaines respectives équitablement. La première vidéo est publiée le 4 mars 2017, et la dernière est publiée le 20 mars 2017 où la 4L tombe en panne en France. Cyril et Amixem s'étaient donné comme objectif de réunir 35 000 euros pour remettre l'école de Moktae Sfaa à neuf,. Un mois plus tard, l'école est construite,, et l'association est réjouie et remercie les deux vidéastes.
En mars 2017, Cyril lance une baguette dans l'espace à l'occasion de son anniversaire, la baguette étant l'emblème de son profil YouTube,. La baguette a survolé une base militaire polonaise et est retombée à côté de la frontière ukrainienne en forêt. Accrochée à un arbre, ils ont décidé de repasser le lendemain, où ils se font embarquer par l'armée, la police et des enquêteurs polonais pour espionnage militaire, avant de se faire relâcher,.
Les 8 et 9 avril 2017, Cyril Soudant se rend à la deuxième édition de Video City Paris,. Plus tard, le 29 septembre 2017, Cyril et VodK, un autre vidéaste, ont produit une vidéo où ils créent une boite à savon en collaboration avec Red Bull,.
En 2017, un règlement de comptes se lance entre CYRILmp4 et McSkyz. Des insultes comme gros con, cancer et collabo sont envoyés d'un bord à l'autre. Le 20 mai 2018, les deux créateurs se rencontrent et demandent une fin au drama et au harcèlement qu'ont produites leurs vidéos antérieures,.
Le 4 avril 2018, Cyril Soudant est invité aux studios d'Ankama, connus notamment pour leur jeu Dofus. Il s'y rend en compagnie de Joyca, afin de créer son propre PNJ.
Le 5 juillet 2018, Cyril ainsi que Le Grand JD débutent une série de deux vidéos réparties sur leurs deux chaines YouTube où ils explorent une base spatiale abandonnée à Baïkonour. La seconde vidéo est publiée le 8 juillet 2018. Peu de temps après, le 5 août 2018, les deux vidéastes révèlent avoir été raquettés par un chauffeur de taxi ivre.
Le 5 novembre 2018, Cyril réagit à la Directive sur le droit d'auteur dans le marché unique numérique. Le 15 novembre 2019, Cyril y réagit à nouveau, mais aussi au « coup de gueule » de Fred du Joueur du Grenier et à la séparation des membres fondateurs du collectif Trash,.

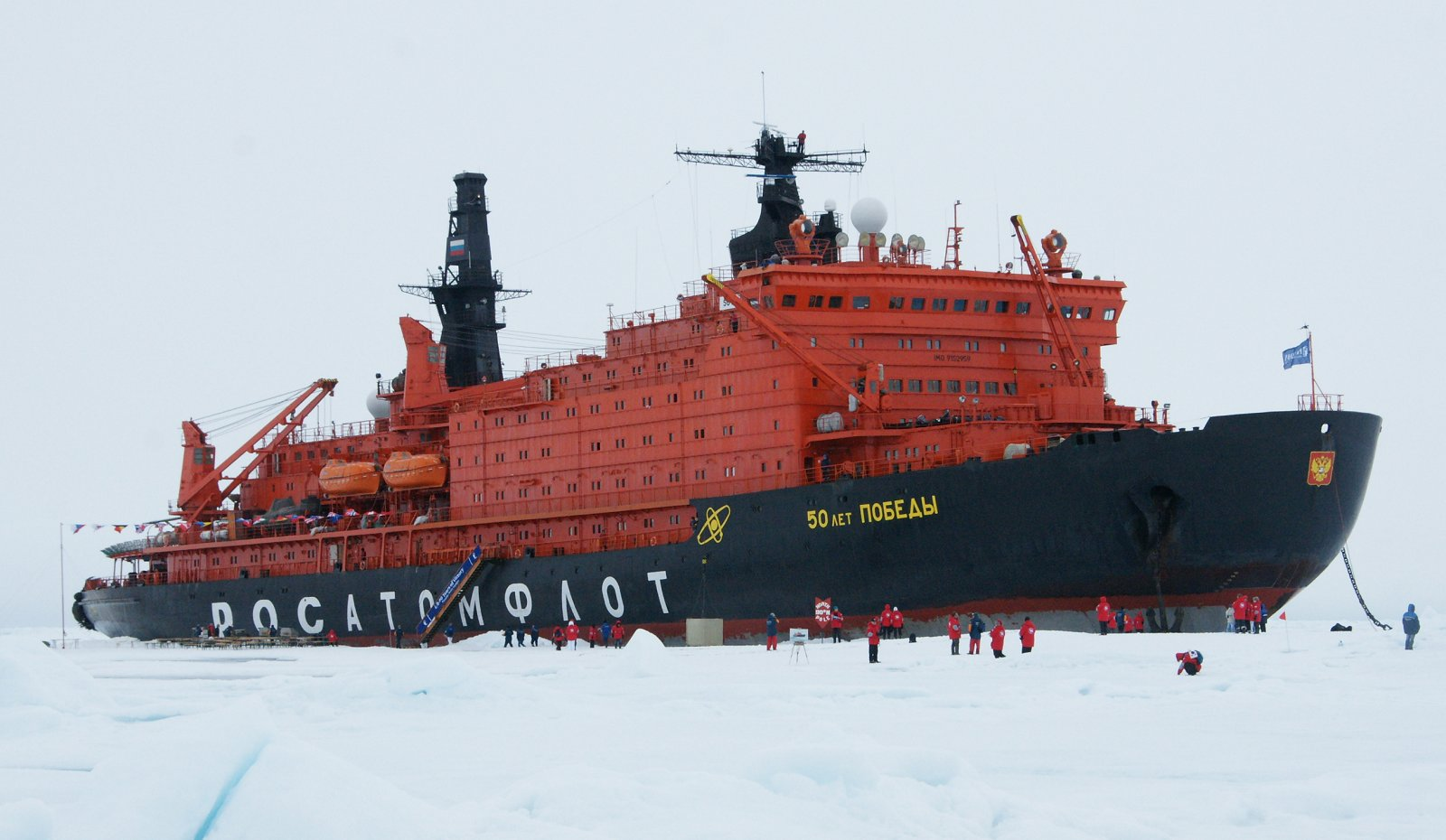
Cyril a emprunté le 50 Let Pobedy.

En juillet 2019, Cyril Soudant se rend avec Amixem au pôle Nord sur un brise-glace nucléaire nommé le « 50 Let Pobedy », et y crée une série de quatre vidéos documentaires dans lesquels ils visitent notamment une base scientifique,. La première vidéo est publiée le 28 juillet 2019 sur la chaine YouTube d'Amixem, et la quatrième vidéo est publiée sur le compte de Cyril. Au cours d'une de ces vidéos, ils conduisent le brise-glace nucléaire en pleine gueule de bois,.

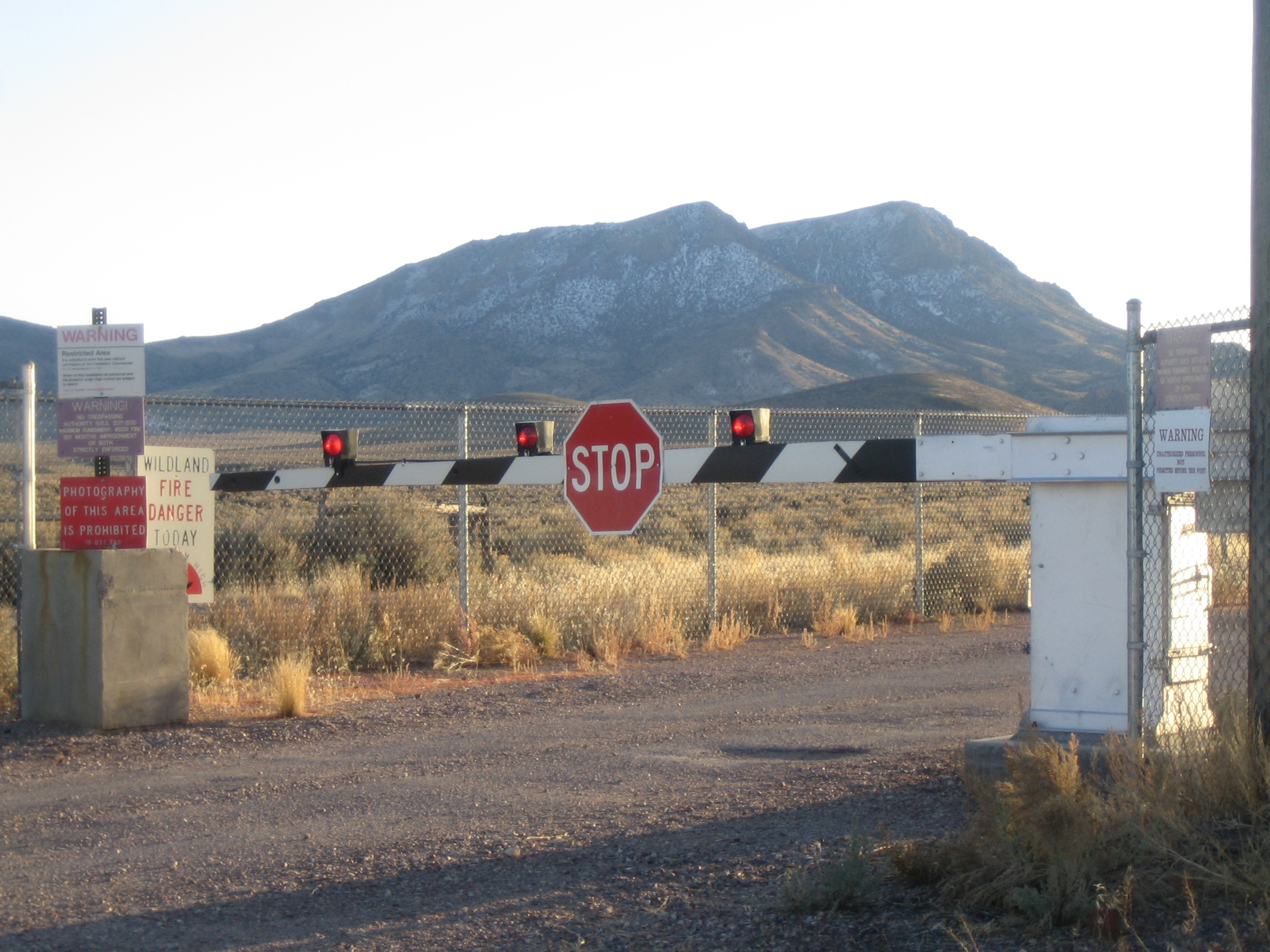
Barrière d'entrée de la zone 51, visible dans la vidéo de CYRILmp4 sur Storm Area 51, They Can't Stop All of Us.

Le 17 juillet 2019, Cyril publie une vidéo où il se penche sur Storm Area 51, They Can't Stop All of Us. Plus tard, le 20 septembre 2019, CYRILmp4 s'y rend et filme le festival organisé à la place du raid prévu,.
Le 8 septembre 2020, Cyril passe 48 heures sur un glacier avec Mike Horn, Amixem et Le Grand JD,.
En 2021, Cyril Soudant s'installe à Paris,. Le 9 juin 2021, il y dévoile son nouveau studio,.
Le 31 mai 2022, Cyril et Amixem lancent une campagne d'appel aux dons afin de financer, notamment, la réalisation de bibliothèques, de salles de classe, ou encore l’achat d’un minibus pour le transport scolaire, dans la région du Drâa-Tafilalet au Maroc,. Cette vidéo est en lien avec le 4L Trophy, ils prévoient des récompenses s'ils atteignent le palier de 100 000 euros et ils ne récoltent que la moitié de la somme, 50 000 euros.
En septembre 2022, Cyril supprime une vidéo portant sur des fuites d'informations importantes de Grand Theft Auto VI. Il explique vouloir prioriser son éthique plutôt que le buzz. Plus tard, le 15 octobre 2022, CYRILmp4 publie « 300 heures sur les traces d'animaux sauvages en Namibie », où il est sur les traces d'éléphants du désert,.
Le 16 janvier 2023, à 4,8 millions d'abonnés, Cyril Soudant annonce sur sa chaine YouTube qu'il interrompt temporairement ses publications de vidéos car les formats de la plateforme sont, pour la plupart, tirés de formats étrangers ou de la télévision,. Il prévoit d'utiliser ce temps pour se préparer pour des vidéos à venir,. Le 11 juillet 2023, Cyril revient avec quatre projets, qu'il présente dans un teaser, et une nouvelle apparence graphique,.

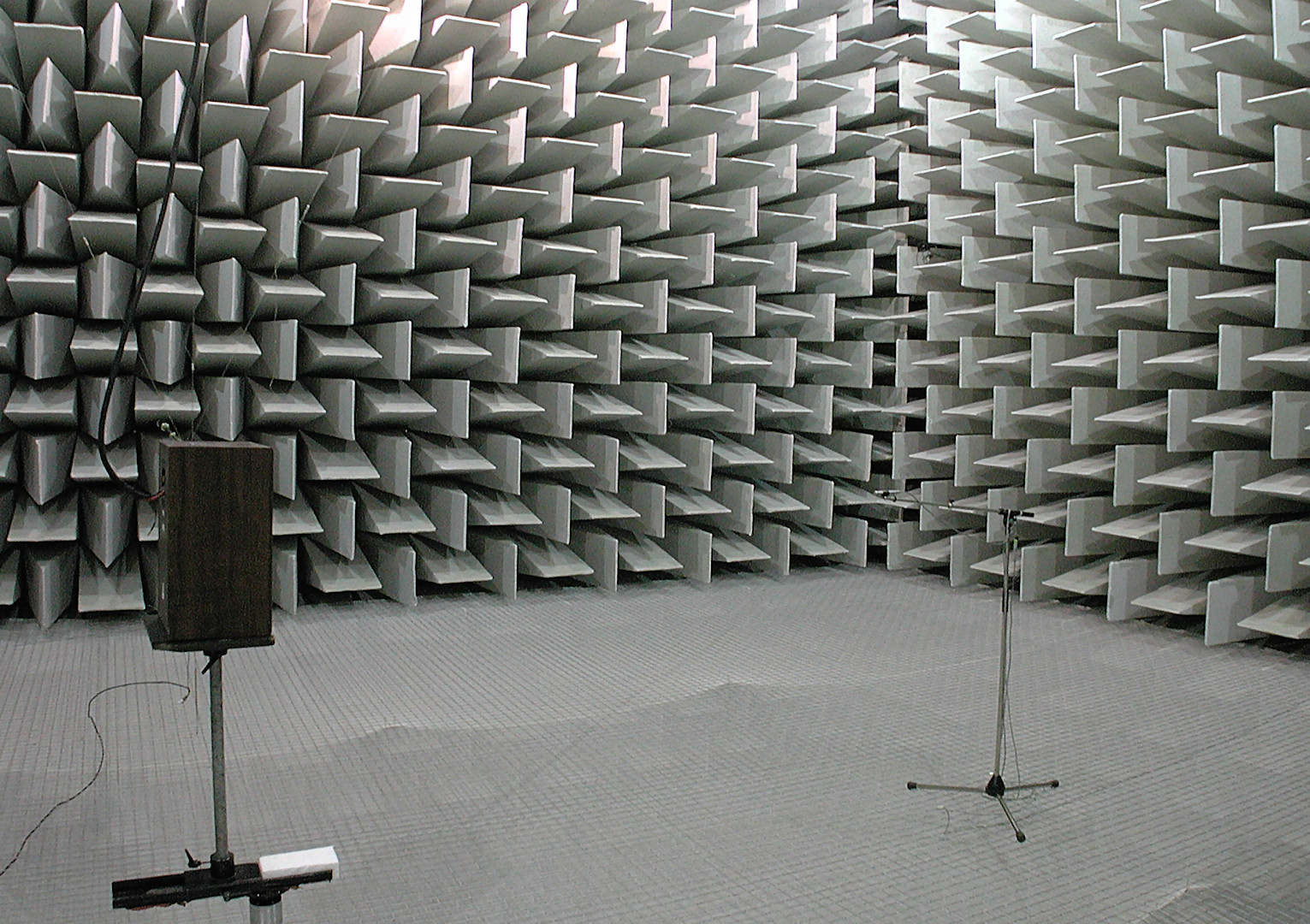
Chambre anéchoïque du Laboratoire national de métrologie et d'essais, où Cyril a enregistré une vidéo.

Le 21 novembre 2023, Cyril se rend au Laboratoire national de métrologie et d'essais dans « la salle la plus silencieuse du monde », aussi appelée « salle anéchoïque » ou « chambre anéchoïque »,.

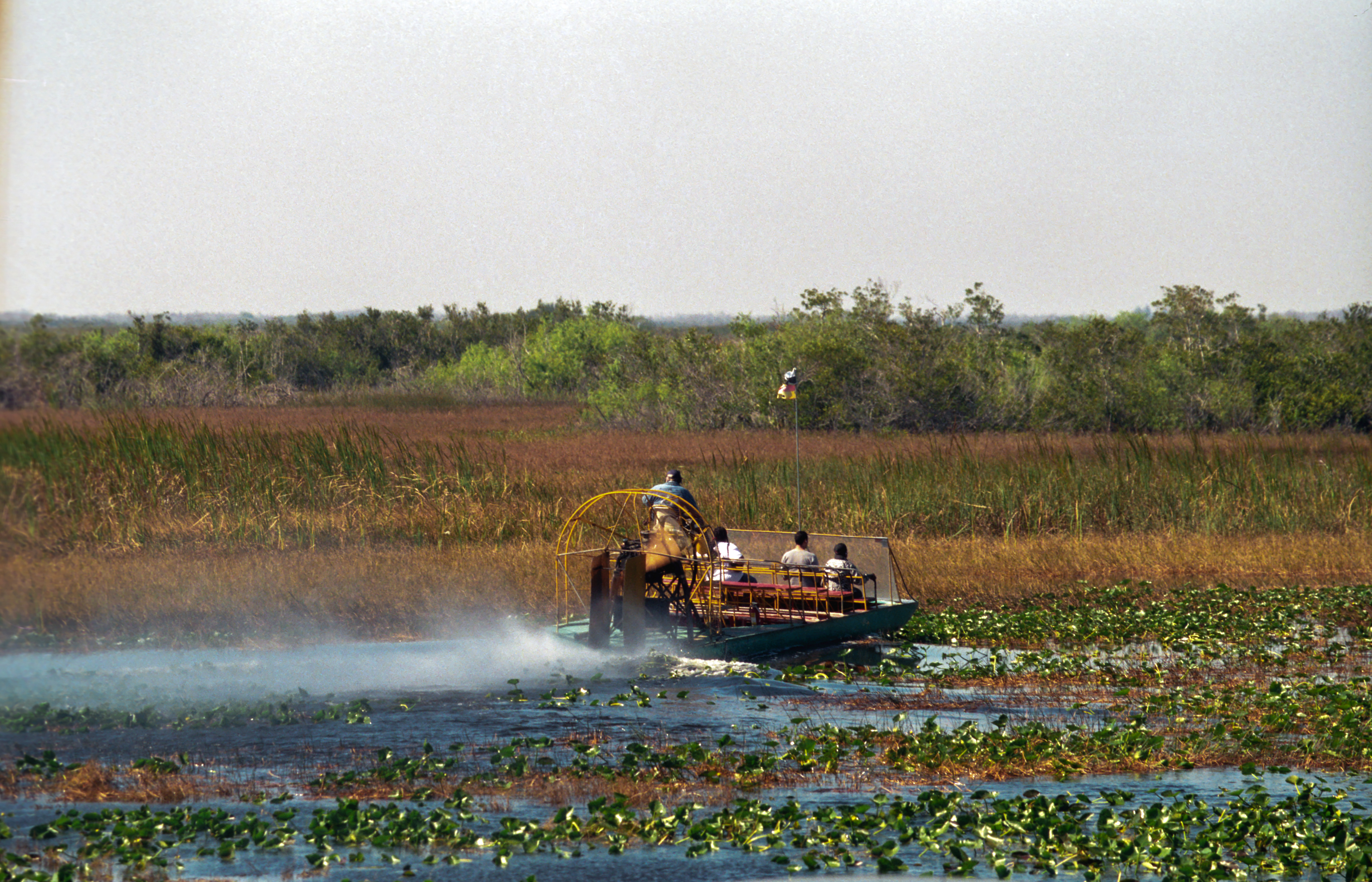
Cyril a visité les Everglades lors de sa seconde vidéo sur Grand Theft Auto VI.

Le 23 janvier 2024, le vidéaste se rend à Miami, la ville d'inspiration de Vice City dans Grand Theft Auto VI,, pour y réaliser une vidéo répliquant la bande-annonce du jeu en prises de vue réelles,, démontrant ainsi l'importance attachée par le studio Rockstar à la qualité du travail et des détails,. Les prises de vue réelles sont mises côte à côte avec les prises de vue dans le jeu. Plus tard, le 16 février 2024, il publie une seconde vidéo sur Grand Theft auto VI pour y découvrir les Everglades.
Le 27 avril 2024, Cyril participe à la compétition sportive « Aux Jeux Streamers ! », organisée par France Télévisions au stade Paris La Défense Arena, dans laquelle s'affrontent des créateurs de contenus, des présentateurs de télévision et des athlètes de haut niveau.
Le 21 juin 2025, CYRILmp4 annonce sur la Hellfest TV devant Trinity qu'il s'est concentré durant l'année 2025 à lancer des projets et à prendre de l'avance sur ses vidéos. Il indique qu'il a une avance de 5 à 6 mois sur ses vidéos et qu'il a des projets à venir pour 2026.

### Collaborations et projets

#### Redbox
Courant 2018, CYRILmp4 accompagne Amixem, Joyca, Mastu, Neoxi et VodK à la fondation de la Redbox. En y étant considéré membre, il a fait partie d'un des vrais premiers collectifs sur la plateforme YouTube du type « feat and fun ».

#### Clips musicaux et court-métrages
Le 27 mai 2018, à l'occasion de la sortie du jeu Detroit : Become Human, Cyril réalise un court-métrage en partenariat avec Sony Interactive Entertainment dans lequel il incarne un androïde déviant. La même journée, Akim Omiri publie une vidéo où il incarne un enquêteur, lui aussi, androïde.
Le 30 septembre 2018, Cyril écrit, produit et réalise en collaboration avec les Cayman Kings la musique « J'adore vos commentaires »,.
Le 12 mars 2019, Cyril écrit et produit un rap à l'occasion de la sortie de The Division 2 en collaboration avec Ubisoft. Il sera publié sur sa chaîne YouTube. C'est sa première grosse production : elle compte onze autres créateurs de contenu sur YouTube qui le rejoignent.

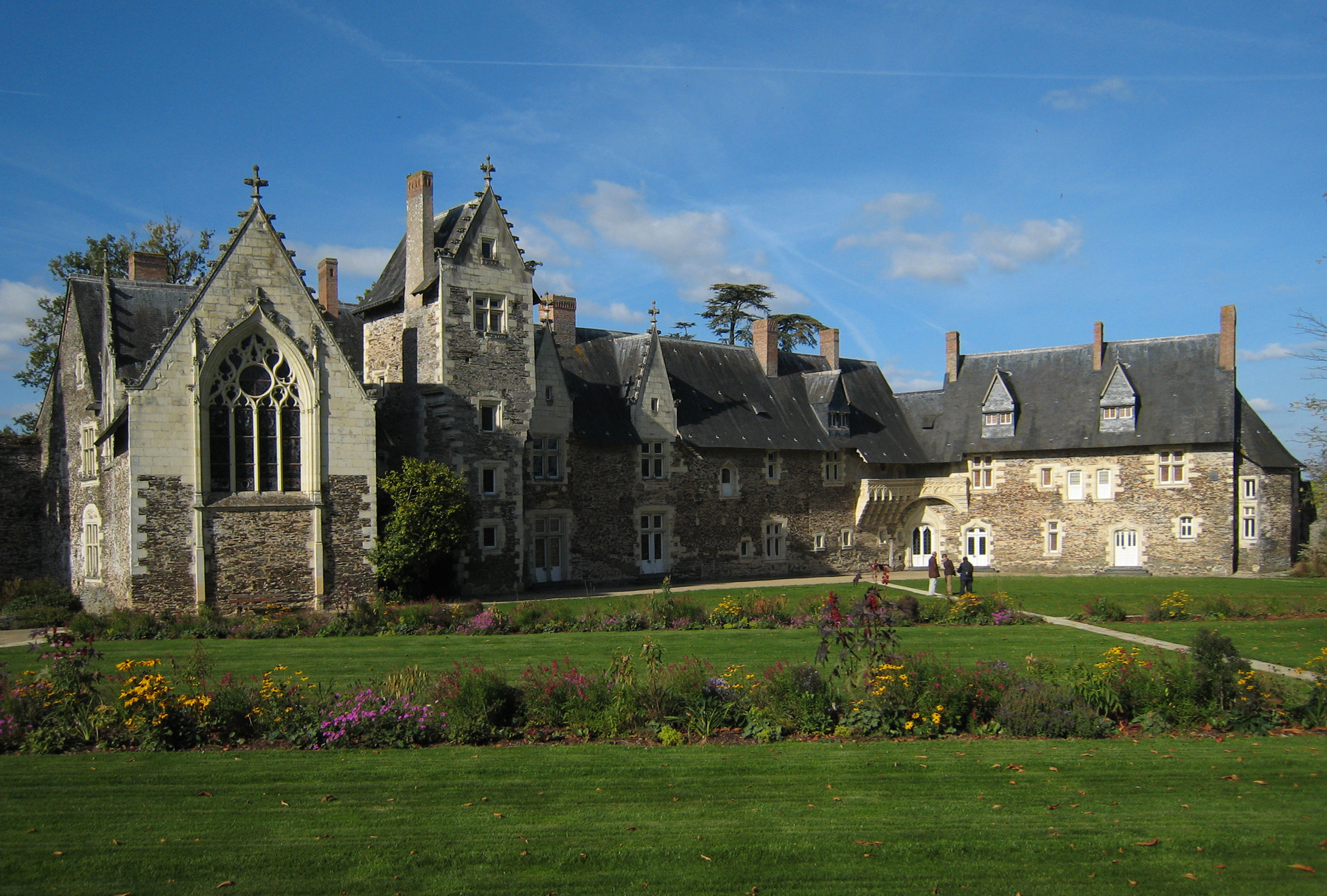
Ces vidéos ont été réalisées en partenariat avec Ubisoft au château du Plessis-Macé.

Le 10 novembre 2020, deux clips musicaux, intitulés Clash Templiers et Clash Assassins, sont publiés sur la chaîne YouTube de CYRILmp4 et de Joyca. Le premier met en scène CYRILmp4 et Amixem, le second réunit Joyca et Mastu. Ces vidéos, inspirées de l'univers du jeu vidéo Assassin's Creed, ont été réalisées en partenariat avec Ubisoft au château du Plessis-Macé afin de promouvoir la sortie d'Assassin's Creed Valhalla,. Produites par La Porte Production, la société de Cyril Soudant, et la société Spoutnik, elles cumulent plus de six millions de vues sur YouTube en dix jours.

#### Activités immobilières
Le 12 juillet 2021, CYRILmp4 fonde la société « L'APPART », centrée sur la location de biens immobiliers. Le 31 août 2024, il passe la présidence de cette société à Amixem.

#### Émissions sur le web
En juillet 2021, Cyril crée son émission Jeux d'enfance sur la chaine YouTube gTV France d'Ubisoft. Le concept est d'échanger avec un autre créateur sur les souvenirs et anecdotes de leurs enfances, tout en faisait des sessions de retrogaming. La première vidéo est publiée le 29 juillet 2021.

#### Groupe La Porte
Le 24 juin 2021, CYRILmp4 annonce qu'il a créé sa propre société de production. Plus tard dans la même année, le 14 août 2021, il lance sa marque de vin nommée « La Porte Soudant »,.
Le 12 janvier 2018, Cyril Soudant fonde le Groupe La Porte. Le 11 juillet 2023, il dévoile le Groupe La Porte. Dans cette vidéo, « La Porte CYRILmp4 »,, « La Porte Beta », « La Porte Production » et « La Porte Académie » sont présentés. La société « La Porte CYRILMP4 (CYRILmp4) » fut fondée le 16 décembre 2015 sous le nom d'enseigne « SUP3R KONAR » jusqu'au 1er janvier 2017 où ce nom devient « CYRILMP4 »,. 
Le 4 décembre 2023, Cyril dévoile « Tryhard », sa propre marque de claviers,. Ce projet s'inscrit dans La Porte Beta avec la marque de vin La Porte Soudant.
Le 10 septembre 2024, CYRILmp4 lance officiellement La Porte Académie, en abrégé LPA,. Le directeur général de La Porte Académie est Guillaume Condette.
Le 12 juin 2025, le Groupe La Porte présente l'agence « FAR », une agence d'accompagnement de créateurs. Cyril Soudant s'accompagne d'Aurélie Irurzun, qui s'occupe de la direction générale de FAR. Cette agence s'inscrit dans l'Influence marketing, aussi appelé creator economy,, et complète le Groupe La Porte en tant que cinquième projet sous le nom « La Porte Agence »,. Ce projet est un successeur à l'agence « Spoutnik Agency », créée le 28 novembre 2017 par CYRILmp4, Amixem et VodK. Cyril a quitté Spoutnik Agency en 2024.

### Apparitions médiatiques
Le 18 juin 2025, CYRILmp4 apparait dans une question à l'émission des Douze Coups de midi posée à Émilien. Il est demandé le nom de famille à CYRILmp4. Les choix proposés sont Cyrilius, Sissi ou Soudant, et Émilien sélectionne la bonne réponse.

## Discographie

### Singles
- 2017 : La chanson du gamer heureux
- 2018 : J'adore vos commentaires

### Collaborations
- 2019 : Rap battle Division feat. Aiekillu, Amixem, Andy Raconte, Joyca, Le Grand JD, Mastu, Tibo InShape, VodkProd
- 2020 : Clash templiers feat. Amixem
- 2020 : Pas certifié feat. BEN plg

## Filmographie

### Courts-métrages
- 2014 : SUP3R KONAR le film - Los Angeles Hardline : lui-même
- 2014 : SIMS Versus LIFE : Darkikouloldu48
- 2014 : La brigade anti-rageux : Joueur de World of Warcraft
- 2014 : La récré des super-héros : lui-même
- 2014 : Grand Theft Auto VI - Paris City : Nicolas Belliqueux, Tommy Versatile et Trésor Philippe
- 2015 : GTA V - In Real Life : Super Batard
- 2015 : Retour vers le turfu : lui-même
- 2015 : C PAS SORCIER YOUTUBE : Fred
- 2015 : Le plus beau cadeau de Noël : Enfant de la famille
- 2015 : Star Wars : Le sommeil de la force : Régis
- 2016 : Pokémon Go : Les meilleurs conseils : Thierry
- 2016 : Les enquêtes de l'internet - Miami Vine : Johnson
- 2016 : Le mystère des 4 youtubeurs - Miami Vine 2 : Johnson
- 2017 : PUBG dans la vraie vie : lui-même
- 2018 : Révolution des androïdes: côté criminel : César
- 2018 : Révolution des androïdes: côté justice : César
- 2019 : Octogone des légendes : Mage Lancelin
- 2021 : Battle Royale ultime : lui-même
- 2021 : On est prêt à relever le Grand Défi : lui-même

### Doublage
- 2015-2017 : Gaming Heroes de Clément Pillet et Julien Arnardi : Kachu

### Vidéoclips
- 2017 : L'effet YouTube : lui-même
- 2018 : J'adore vos commentaires : lui-même
- 2019 : Rap battle Division : Chef du gang des hyènes
- 2020 : Clash Templiers : Roi du Wessex
- 2020 : Pas certifié de Franck Marchand : lui-même